# Orchard Records
Az Orchard Records LLC egy amerikai lemezkiadó, amely a Sony Music Entertainment tulajdonában áll. A kiadó a The Orchard zenei kiadványokkal foglalkozó részlegeként működik.

## Története
A kiadót Scott Cohen és Richard Gottehrer alapította meg 1999-ben New Yorkban. A lemezkiadó célja, hogy hidat képezzen a független és a nagykiadós világ között, lehetőséget biztosítva az előadóknak, hogy saját kreatív irányításukat megtartva élvezhessék a Sony Music globális infrastruktúrájának előnyeit. A kiadó különös figyelmet fordít a digitális terjesztésre, streaming stratégiákra és a modern zeneipari marketing megoldásokra, amelyek segítségével az előadók maximálisan kihasználhatják eléréseiket a nemzetközi piacon.